# Circe Invidiosa
Circe Invidiosa é uma pintura de John William Waterhouse concluída em 1892. É a segunda representação da personagem mitológica grega, Circe, antes veio a obra Circe oferecendo a taça para Ulisses (1891), desta vez enquanto ela está envenenando a água para transformar Cila, amor de  Glauco, o rival de Circe, "em um monstro horrível". Anthony Hobson descreve a pintura como sendo "investido com uma aura de ameaça, que tem muito a ver com o poderoso esquema de cores profundas, verdes e azuis, (que Waterhouse) empregou tão bem".
Essas cores são "perto de vitrais ou jóias", de acordo com Gleeson White. Judith Yarnall também ecoa o sentimento sobre as cores e menciona uma "integridade de linha" na pintura.  Ela diz que, tomado como um par, as "Circes" de Waterhouse faz a pergunta: "ela é deusa ou mulher?".
Circe Invidiosa é parte da coleção da Art Gallery of South Australia, que também possui a pintura de  Waterhouse: Favoritos do Imperador Honório.
Waterhouse, mais tarde, voltou ao usar Circe, uma terceira vez, com A Feiticeira (de 1911).